# Hermano Miguel (Trolebús de Quito)
Hermano Miguel es la vigésimo cuarta parada del Corredor Trolebús, en el centro de la ciudad de Quito, y que sirve únicamente a los recorridos que se realizan en sentido sur-norte, pudiendo considerarse un conjunto con la cercana parada Banco Central. Se encuentra ubicada sobre la avenida 10 de Agosto, intersección con calle Guayaquil, en la parroquia Centro histórico. Fue construida durante la administración del alcalde Jamil Mahuad Witt, quien la inauguró el 19 de marzo de 1996, dentro del marco de la segunda etapa operativa del sistema, que venía funcionando desde diciembre de 1995 únicamente hasta la parada Teatro Sucre.
Esta parada tenía un diseño similar a la antigua parada de la Plaza Grande, conformada por dos arcos, era más grande que la actual, era una parada integradora, cuando los mismos troles circulaban por las paradas de la ecovia, tiempo antes de la construcción de la estación Marín Central, pero cuando la ecovía formó otro sistema integrado, esta parada fue derrocada, adquiriendo un nuevo diseño más acorde al centro histórico, esta paada junto con Banco Central, marcan el fin del recorrido del Trolebús por el Quito Colonial.
Su icono, representa la silueta de la iglesia de San Blas, ubicada a pocos metros del andén
Toma su nombre de la escultura que rinde homenaje al Hermano Miguel, santo ecuatoriano que vivió a fines del siglo XIX en la ciudad de Cuenca, y que se encuentra en la plaza de San Blas, a pocos metros del lugar. A sus alrededores se levantan iglesias de interés turístico como San Blas, mansiones coloniales, hoteles, docenas de locales comerciales, oficinas y agencias bancarias.